# 푸른솔중학교
푸른솔중학교(푸른솔中學校)는 대한민국 경기도 김포시 장기동에 있는 공립 중학교이다.

## 학교 연혁
- 2012년 1월 2일 : 푸른솔중학교 설립인가(36학급)
- 2012년 3월 1일 : 초대 정한각 교장 취임
- 2012년 3월 2일 : 제1회 입학식(4학급 79명)
- 2013년 2월 14일 : 제1회 졸업식(2학급 48명)
- 2020년 1월 7일 : 제8회 졸업식(5학급 147명, 누계 1,069명)
- 2020년 3월 1일 : 제4대 성경모 교장 취임
- 2024년 1월 5일 : 제12회 졸업식(10학급 326명)
- 2024년 3월 4일 : 제13회 입학식(13학급 450명)

## 참고 자료
- 푸른솔중학교 - 한국교육학술정보원 학교알리미